# Gavrus

Gavrus este o comună în departamentul Calvados, Franța. La 1 ianuarie 2022 avea o populație de 623 locuitori.